# Тайна (мультфильм)
«Тайна» — российский короткометражный рисованный мультфильм 1996 года. По стихотворению Ирины Пивоваровой.
Второй из двух сюжетов мультипликационного альманаха «Весёлая карусель» № 30.

## Сюжет
Отрывок из стихотворения:
Я тебе открою тайну,

Никому не говори!

Если рано ты проснёшься,

Если встанешь до зари,

Если тихо выпьешь чаю,

Если выйдешь из дверей,

Если ты пойдёшь направо,

А потом чуть-чуть левей,

Обогнёшь большой колодец,

Обойдёшь засохший пруд,

Там, у старой водокачки

Под забором две собачки

Громко косточку грызут!
Автор: Ирина Пивоварова

## Съёмочная группа
| режиссёр и сценарист   | Татьяна Ильина                                                        |
| художники-постановщики | Татьяна Ильина, И. Полищук                                            |
| художники              | Светлана Давыдова, Александр Брежнев, Ирина Лярская, Елена Сударикова |
| аниматоры              | Эльвира Маслова, Наталия Богомолова, Галина Зеброва                   |
| оператор               | Наталия Михайлова                                                     |
| звукооператор          | Борис Фильчиков                                                       |
| редактор               | Наталья Абрамова                                                      |
| роли озвучивали        | Катя Ильина, А. Богачёв, Татьяна Ильина                               |
| монтажёр               | Маргарита Михеева                                                     |
| директор               | Галина Волкова                                                        |